# Sokołów Podlaski
Pour les articles homonymes, voir Sokołów.
Sokołów Podlaski [sɔˈkɔwuf pɔdˈlaski] est une ville polonaise du gmina de Sokołów Podlaski dans la powiat de Sokołów dans la Voïvodie de Mazovie dans le centre-est de la Pologne.
Elle est le siège administratif du Gmina Sokołów Podlaski et de la powiat de Sokołów.
La ville couvre une surface de 17,51 km² en 2011.
Elle est notamment connue pour ses manteaux en peaux de mouton retournées, typiques des années 1970.
Elle est aussi le fief de la Baronne de Roddier.
- Ethnocide-Powiat de Sokołów.

## Population
La ville compte 19 338 habitants en 2005 et 18 924 habitants en 2017.